# Guillaume De Bo
 (mai 2024).
La mise en forme du texte ne suit pas les recommandations de Wikipédia : il faut le « wikifier ».
Les points d'amélioration suivants sont les cas les plus fréquents. Le détail des points à revoir est peut-être précisé sur la page de discussion.
- Les titres sont pré-formatés par le logiciel. Ils ne sont ni en capitales, ni en gras.
- Le texte ne doit pas être écrit en capitales (les noms de famille non plus), ni en gras, ni en italique, ni en « petit »…
- Le gras n'est utilisé que pour surligner le titre de l'article dans l'introduction, une seule fois.
- L'italique est rarement utilisé : mots en langue étrangère, titres d'œuvres, noms de bateaux, etc.
- Les citations ne sont pas en italique mais en corps de texte normal. Elles sont entourées par des guillemets français : « et ».
- Les listes à puces sont à éviter, des paragraphes rédigés étant largement préférés. Les tableaux sont à réserver à la présentation de données structurées (résultats, etc.).
- Les appels de note de bas de page (petits chiffres en exposant, introduits par l'outil «  Source ») sont à placer entre la fin de phrase et le point final[comme ça].
- Les liens internes (vers d'autres articles de Wikipédia) sont à choisir avec parcimonie. Créez des liens vers des articles approfondissant le sujet. Les termes génériques sans rapport avec le sujet sont à éviter, ainsi que les répétitions de liens vers un même terme.
- Les liens externes sont à placer uniquement dans une section « Liens externes », à la fin de l'article. Ces liens sont à choisir avec parcimonie suivant les règles définies. Si un lien sert de source à l'article, son insertion dans le texte est à faire par les notes de bas de page.
- La présentation des références doit suivre les conventions bibliographiques. Il est recommandé d'utiliser les modèles {{Ouvrage}}, {{Chapitre}}, {{Article}}, {{Lien web}} et/ou {{Bibliographie}}. Le mode d'édition visuel peut mettre en forme automatiquement les références.
- Insérer une infobox (cadre d'informations à droite) n'est pas obligatoire pour parachever la mise en page.

Pour une aide détaillée, merci de consulter Aide:Wikification.
Si vous pensez que ces points ont été résolus, vous pouvez retirer ce bandeau et améliorer la mise en forme d'un autre article.
 (août 2024).
Guillaume De Bo est Professeur de chimie organique au département de chimie de l'université de Manchester. Ses recherches portent sur le domaine de la mécanochimie des polymères, où il étudie la chimie des molécules sous tension pour des applications en chimie de synthèse, en matériaux, et en biologie.

## Éducation
Guillaume De Bo a obtenu son Master ès sciences à l'Université de Louvain en 2004 où il a effectué son travail de mémoire dans le laboratoire du professeur István E. Markó sur le développement de catalyseurs à base de platine pour l'hydrosilylation des alcynes. Il a complété son doctorat en 2009, toujours sous la supervision du professeur István E. Markó, portant sur la synthèse des triquinanes angulaires.

## Recherche et carrière
Guillaume De Bo a complété ses recherches postdoctorales avec les professeurs Jean-François Gohy et Charles-André Fustin à l'Université de Louvain où il a travaillé sur l'assemblage de copolymères blocs à jonction mécanique. En 2011, il rejoint le groupe de recherche du professeur David Leigh à l'Université d'Édimbourg pour travailler sur le développement de machines moléculaires. Il a demarré sa carrière indépendante en 2016 à Université de Manchester après avoir obtenu une bourse de recherche universitaire de la Royal Society (University Research Fellowship). Il a été nommé Professeur en 2022.
Ses recherches portent sur le domaine de la mécanochimie des polymères, où il étudie la chimie des molécules sous tension pour des applications en chimie de synthèse, en chimie des matériaux, et en biologie. Il est également membre du comité du groupe de chimie macrocyclique et supramoléculaire de la Royal Society of Chemistry et a travaillé comme secrétaire du comité RAPS (Recent Appointees in Polymer Sciences) de 2014 à 2017. Il a été rédacteur invité dans un numéro spécial du journal Supramolecular Chemistry (2017-2018) et est actuelle membre du comité consultatif du journal RSC Mechanochemistry.

### Prix, distinctions et nominations
- 2022 : ERC Consolidator Grant
- 2021 : Bob Hay Lectureship [1]
- 2021 : Médaille du jeune chercheur du Macro Group UK [2]
- 2020 : Thieme Chemistry Journals Award
- 2015 : Bourse de recherche universitaire de la Royal Society

### Publications majeures
- Lei Chen, Robert Nixon et Guillaume De Bo, « Force-controlled release of small molecules with a rotaxane actuator », Nature, vol. 628,‎ 2024, p. 320–325 (DOI 10.1038/s41586-024-07154-0)
- Kamil Suwada, Alice Weng Ieong, Hei Lok Herman Lo et Guillaume De Bo, « Furan Release via Force-Promoted Retro-[4+2][3+2] Cycloaddition », J. Am. Chem. Soc., vol. 143,‎ 2023, p. 20782–20785 (DOI 10.1021/jacs.3c08771)
- Robert Nixon et Guillaume De Bo, « Isotope Effect in the Activation of a Mechanophore », J. Am. Chem. Soc., vol. 143,‎ 2021, p. 3033–3036 (DOI 10.1021/jacs.0c11259)
- Robert Nixon et Guillaume De Bo, « Three concomitant C–C dissociation pathways during the mechanical activation of an N-heterocyclic carbene precursor », Nature Chemistry, vol. 12, no 9,‎ 2020, p. 826–831 (PMID 32690898, DOI 10.1038/s41557-020-0509-1, Bibcode 2020NatCh..12..826N, S2CID 220656588, lire en ligne)
- Min Zhang et Guillaume De Bo, « A Catenane as a Mechanical Protecting Group », J. Am. Chem. Soc., vol. 142, no 11,‎ 2020, p. 5029–5033 (PMID 32131588, DOI 10.1021/jacs.0c01757)
- Min Zhang et Guillaume De Bo, « Mechanical Susceptibility of a Rotaxane », J. Am. Chem. Soc., vol. 141,‎ 2019, p. 15879–15883 (DOI 10.1021/jacs.9b06960)
- Zhang et Guillaume De Bo, « Impact of a Mechanical Bond on the Activation of a Mechanophore », J. Am. Chem. Soc., vol. 140, no 10,‎ 2018, p. 12724–12727 (PMID 30248265, DOI 10.1021/jacs.8b08590)
- Richard Stevenson et Guillaume De Bo, « Controlling Reactivity by Geometry in Retro-Diels–Alder Reactions Under Tension », J. Am. Chem. Soc., vol. 139,‎ 2017, p. 16768–16771 (DOI 10.1021/jacs.7b08895)